# Los Planells (la Torre d'Amargós)
Los Planells és una plana i una partida agrícola amb zones de bosc del terme municipal de Sant Esteve de la Sarga, al Pallars Jussà.
Es troba al sud del poble de la Torre d'Amargós, en el vessant septentrional de la Serra d'Alsamora, al nord-est del Tossal de Vilabella. Queda a ponent de la pista rural que uneix Sant Esteve de la Sarga amb Castellnou de Montsec.